# Maria Cytowska

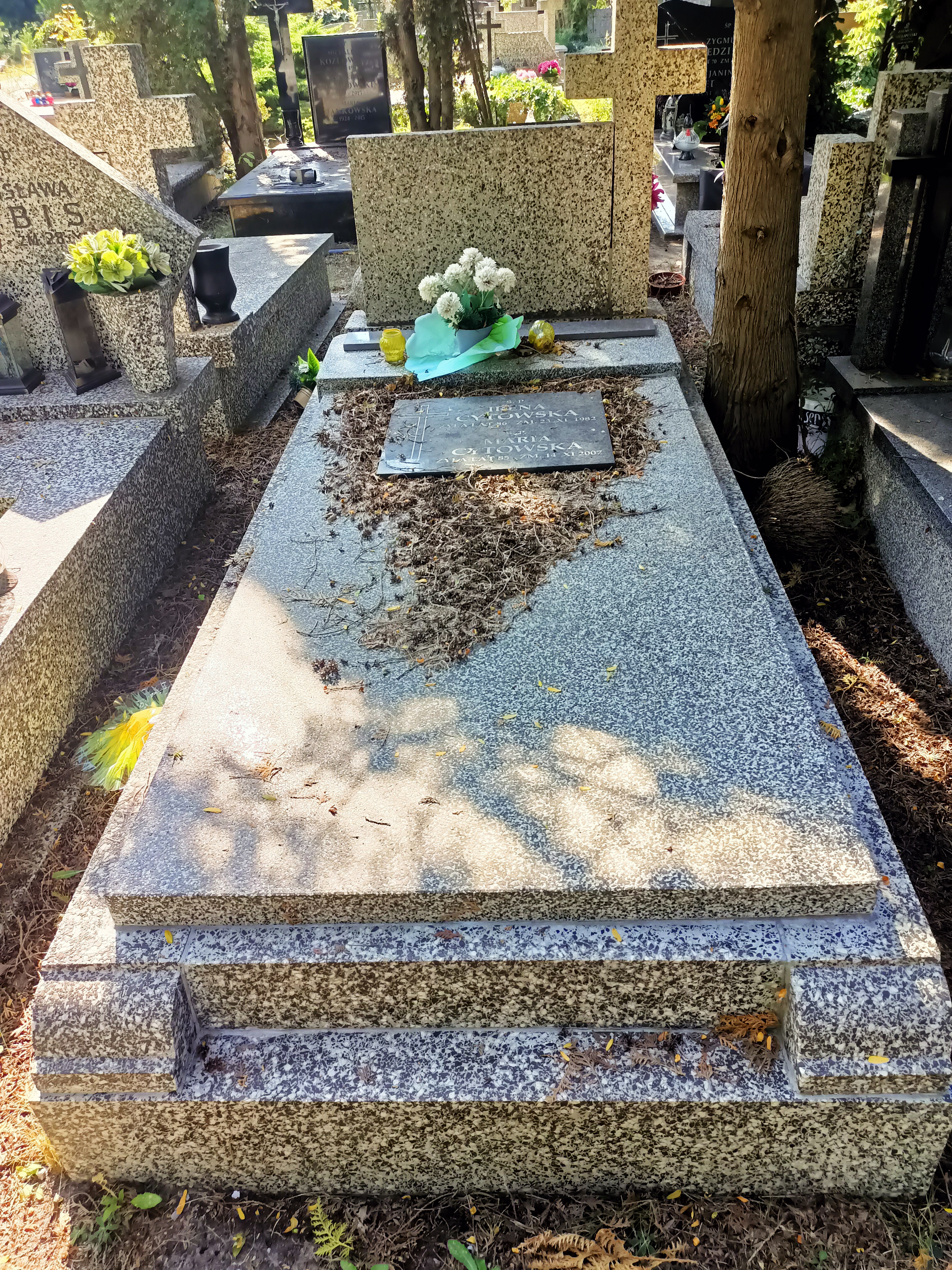
Grab von Maria Cytowska

Maria Cytowska (* 6. März 1922 in Warschau; † 14. November 2007 in Warschau) war eine polnische Altphilologin. 
Cytowska war Professorin für Altphilologie (Latinistik) an der Universität Warschau. Sie war Präsidentin der Polnischen Philologischen Gesellschaft. In Deutschland wurde sie als Editorin des Erasmus von Rotterdam und Paulus Crosnensis und durch französischsprachige Aufsätze in der Zeitschrift Eos bekannt. Sie war von 1979 bis 1995 Mitglied des Conseil International pour l'edition des oeuvres completes d'Erasme.